# Бюльбюль-довгодзьоб малий
Бюльбю́ль-довгодзьоб малий (Bleda notatus) — вид горобцеподібних птахів родини бюльбюлевих (Pycnonotidae). Мешкає в Центральній Африці. Раніше вважався підвидом зеленохвостого бюльбюля-довгодзьоба.

## Опис
Довжина птаха становить 19.5-21 см. Верхня частина тіла і голова оливково-зелені, нижня частина тіла жовта. Самці дещо більші за самиць.

## Поширення і екологія
Малі бюльбюлі-довгохвости мешкають на південному сході Нігерії, в Камеруні, Габоні, в Екваторіальній Гвінеї (зокрема на острові Біоко), на сході Республіки Конго та на крайньому сході ЦАР. Вони живуть в тропічних лісах та на болотах.

## Поведінка
Малі бюльбюлі-довгодзьоби харчуються комахами, іншими безхребетними, дрібними хребетними і плодами. В кладці 2 яйця.